# Rodrigo Fabri
Rodrigo Fabri (ur. 15 stycznia 1976 w Santo André) – brazylijski piłkarz występujący podczas kariery na pozycji ofensywnego pomocnika.

## Kariera klubowa
Rodrigo Fabri rozpoczął piłkarską karierę w Portuguesie, gdzie grał w latach 1988–1997. Z klubem z São Paulo zdobył wicemistrzostwo Brazylii 1996. W 1998 przeszedł do CR Flamengo, z którego szybko przeszedł do Realu Madryt. W Realu spędził sezon 1998–1999, jednakże nie zdołał się przebić do pierwszego składu i zadebiutować w lidze. W 1999 roku powrócił do Brazylii do Santos FC, po czym został sprzedadany do hiszpańskiego Realu Valladolid.
W 2000 roku przeszedł do portugalskiego Sportingu. Ze Sportingiem Rodrigo Fabri wywalczył Puchar Portugalii 2001, jednakże przez sezon strzelił tylko 3 bramki w lidze co spowodowało transfer do Grêmio Porto Alegre. W Gremio Fabri grał przez dwa lata. W 2002 roku wraz z Luisem Fabiano był królem strzelców ligi brazylijskiej. W 2003 roku powrócił do Madrytu, tym razem został zawodnikiem Atlético Madryt. W Atletico Fabri był rezerwowym i zagrał tylko w 16 meczach w lidze, nie strzelając przy tym żadnej bramki. W 2004 po raz kolejny powrócił do Brazylii, tym razem do Clube Atlético Mineiro.
W klubie z Belo Horizonte grał przez półtora roku, po czym przeszedł do São Paulo FC, z którym zdobył mistrzostwo Brazylii 2006. Po opuszczeniu São Paulo kolejnymi klubami Rodrigo Fabriego były Paulista i Figueirense.
Karierę zakończył klubie EC Santo André w 2009 roku.

## Kariera reprezentacyjna
Rodrigo Fabri za sobą występy w reprezentacji Brazylii, w której zadebiutował 18 grudnia 1996 w towarzyskim meczu z reprezentacją Bośni i Hercegowiny. W 1997 roku wygrał z canarinhos Puchar Konfederacji, chociaż na turnieju był rezerwowym i nie zagrał w żadnym meczu. Ostatni mecz w reprezentacji Rodrigo Fabri zagrał 7 grudnia 1997 w towarzyskim meczu z reprezentacją RPA. Ogółem w latach 1996–1997 wystąpił w barwach canarinhos w 3 meczach i strzelił 1 bramkę.